# Атджанов, Аннанур Клычевич
Аннанур Клычевич Атджанов (туркм. Annanur Atjanow) — туркменский государственный и военный деятель.

## Дата и место рождения
Родился в 1967 году в городе Безмейин Ахалского велаята.

## Образование и специальность
Образование высшее.
В 1988 году окончил Волжское высшее военное училище, по специальности — инженер-экономист.
В 1997 году окончил Академию Федеральной пограничной службы Российской Федерации, по специальности «оперативно-тактическое командование пограничными войсками».

## Карьера
Трудовую деятельность начал помощником начальника снабжения танкового полка в группе советских войск в Германии. Далее работал начальником продовольственной службы отдельного батальона Дальневосточного военного округа, а затем — зенитно-ракетной бригады армейского корпуса, заместителем начальника по снабжению школы подготовки младших офицеров, начальником сектора материально-технического снабжения отдела военного строительства Пограничных войск Туркменистана, заместителем начальника штаба Серхетабатской пограничной заставы, начальником отделения охраны Государственной границы, заместителем командира, начальником штаба Серхетабатской пограничной заставы, первым заместителм начальника Главного штаба, начальником оперативного отдела Государственной пограничной службы Туркменистана.
28.11.2003 — 17.05.2004 — начальник Государственной пограничной службы Туркменистана, командующий пограничными войсками Туркменистана.
17 мая 2004 года освобожден от должности в связи с переходом на другую работу. Дальнейшая судьба неизвестна.

## Награды и звания
сведений нет

## Семья
сведений нет